# Koronas-Foton
Koronas-Foton (russisch Коронас-Фотон, auch CORONAS-FOTON, für Complex Orbital Observations Near-Earth of Activity of the Sun) ist ein defekter russischer Sonnenforschungssatellit. Es ist der dritte Satellit aus dem russischen Koronas-Programm und ein Teil des internationalen Living-With-a-Star-Programmes.

## Geschichte
Koronas-Foton war ein Nachfolger der Koronas-F- und Koronas-I-Satelliten, die am 2. März 1994 bzw. am 31. Juli 2001 gestartet wurden. Er wurde von Roskosmos, der Nationalen Forschungsuniversität für Kerntechnik „MIFI“ und dem Forschungsinstitut für Elektromechanik betrieben. Das Ziel des Satelliten war die Untersuchung der Energieakkumulation und der Übertragung von Energie auf beschleunigte Teilchen während Sonneneruptionen, die Untersuchung der Mechanismen der Beschleunigung der Teilchen, die Ausbreitung und die Interaktion der Teilchen in der Sonnenatmosphäre und das Studium der solaren Aktivität im Beziehung mit physikalisch-chemischen Prozessen in der oberen Atmosphäre der Erde.
Der Satellit wurde am 30. Januar 2009 von Startplatz 32 des Kosmodroms Plessezk mit einer Zyklon-3 gestartet und erreichte am selben Tag seine geplante Umlaufbahn. Nach dem Zusammenbruch der Energieversorgung Mitte Januar 2010 wurde der Satellit kurze Zeit später aufgeben. Er sollte laut Planung eigentlich mindestens drei Jahre Messdaten liefern.

## Technische Daten
Als Satellitenbus wurde die der Meteor-M-Wettersatelliten verwendet. Die Startmasse des Satelliten betrug 1900 kg. Davon entfielen 540 kg auf die wissenschaftliche Nutzlast, bestehend aus:
- dem Hochenergiespektrometer NATALYA-2M (MIFI) für Gammastrahlenspektroskopie im Bereich von 0,3 – 2000 MeV und Neutronen 20 – 300 MeV
- dem Niederenergie-Gammastrahlenteleskop RT-2 (TATA Institute of Fundamental Research, Indien) im Bereich von 10 – 150 keV und 0,1 – 2 MeV, einer zeitlichen Auflösung unter 1 ms und einem Gesamtgewicht von 55 kg. Das Teleskop besteht aus drei den Detektoren RT-2/S, RT-2/G, RT-2/GA (ein Komposit-Szintillations-Detektor mit thalliumdotiertem Natriumiodid und mit natriumdotiertem Caesiumiodid als Detektormaterial und ein Halbleiter-Cadmiumzinktellurid-Detektor) sowie einem Elektronikblock RT-2/E.
- Spektrometer/Polarimeter für harte Gammastrahlen PENGUIN-M (Ioffe Physical-Technical Institute, St. Petersburg) im Bereich von 20 – 150 keV (Polarimeter), 2 – 10 keV (Messung) und 0,015 – 5 MeV (Spektrometer)
- dem Röntgen- und Gammastrahlungsspektrometer KONUS-RF (Ioffe) zur Vermessung von Sonneneruptionen und Gammastrahlungsausbrüchen im Bereich von 10 keV – 12 MeV mit hoher zeitlicher Auflösung
- Gammastrahlenmonitor BRM (MIFI) mit sechs Kanälen im Bereich von 20 – 600 keV mit einer zeitlichen Auflösung von 2 – 3 ms
- Sechskanal UV-Monitor PHOKA (MIFI) im Bereich von 1 – 130 nm
- Teleskop, Koronograph bzw. abbildendes Spektrometer TESIS (Lebedev Physical Institute) das Bilder in engen Spektralbändern z. B. den Emissionslinien von HeII, SiXI, FeXXI – FeXXIII, MgXII, … im Bereich von 13,2 – 13,6, 29,5 – 31,5 und 841,8 – 842,3 nm
- Messinstrument für geladene Teilchen ELECTRON-M-PESCA (Scobeltsyn Institute of Nuclear Physics at Moscow State University) zur Untersuchung des Flusses und der Energie von Protonen (1 – 20 MeV), Elektronen (0,2 – 2 MeV) und Nukleonen (Z < 26, 2 – 50 MeV/Nukleon)
- Messinstrument für geladene Teilchen STEP-F (Kharkov National University) zur Untersuchung des Flusses und der Energie von Protonen (9,8 – 61,0 MeV), Elektronen (0,4 – 14,3 MeV) und Alphateilchen (37 – 246 MeV)
- Magnetometer SM-8M im Bereich von −55 … +55 µT.

Zur Datenübertragung stand ein X-Band-Kommunikationssystem mit einer Ausgangsleistung von acht Watt zur Verfügung. Der Satellit hätte eigentlich mindestens drei Jahre lang in Betrieb bleiben sollen.